# Juan Pablo Caffa
Juan Pablo Caffa (* 30. September 1984 in Santa Fe, Argentinien) ist ein argentinischer ehemaliger Fußballspieler. Sein Spitzname ist „El violinista del Viaducto“, übersetzt als „Der Violinist des Viadukts“, da er bei Toren immer eine imaginäre Violine spielte.

## Spielerkarriere

### Die Anfänge
Zunächst spielte Juan Pablo Caffa in der Jugend des südamerikanischen Spitzenvereins Boca Juniors, für die er 2003 auch einmal in einem Erstligamatch auflief. In der Saison 2004/2005 spielte er beim Zweitligisten Ferro Carril, da er sich bei den Boca Juniors nie durchsetzen konnte. Schon nach einem Jahr, Anfang 2005, kehrte er in die erste argentinische Liga zurück, um die nächsten beiden Jahre zahlreiche Spiele für Arsenal de Sarandí zu bestreiten.

### Betis Sevilla
Nach starken Leistungen bei Arsenal wechselte er im Januar 2007 für 2 Mio. € zu Betis Sevilla. Sein erstes Liga-Spiel bestritt er am 4. Februar 2007 gegen Athletic Bilbao. Er spielte regelmäßig im Mittelfeld der Andalusier.

### Argentinien, Griechenland, Uruguay, Ecuador
In den Spielzeiten 2010/11, 2011/12 und 2012/13 kam er in insgesamt 59 Ligaspielen für Arsenal de Sarandí zum Einsatz und schoss dabei sechs Tore für die Argentinier. Von Mitte Januar 2013 bis September 2014 spielt er für Asteras Tripolis in Griechenland und bestritt 26 Ligaspiele, bei denen er zweimal ins gegnerische Tor traf. Im September 2014 schloss sich Caffa dem uruguayischen Erstligisten Defensor Sporting an, für den er in der Apertura 2014 achtmal in der Primera División auflief. Ein Tor erzielte er nicht. Zu Jahresbeginn 2015 setzte er seine Karriere bei LDU Loja in Ecuador fort. Dort stand er 38-mal (neun Tore) in der Primera A und zweimal (kein Tor) in der Copa Sudamericana 2015 auf dem Platz. Zum Jahresanfang 2016 setzte er seine Karriere bei Universidad Católica fort und traf dort zweimal bei 18 Ligaeinsätzen ins gegnerische Tor. Im Februar 2017 verpflichteten ihn die Tulsa Roughnecks, bei denen er bislang (Stand: 10. August 2017) 18 USL-Spiele absolvierte und sechs Tore schoss.